# Fraugdegård
Fraugdegård er en gammel sædegård, som nævnes første gang i 1397. Gården ligger i Fraugde Sogn, Åsum Herred, Odense Kommune. Hovedbygningen er opført i 1588 og ombygget i 1769, hvor en kulisseagtig skinfacade i rokokostil blev tilføjet.
Fraugdegaard Gods er på 187 hektar

## Historie
Fraugdegaard er etableret som en større gård i Fraugde by og nævnes første gang i 1397. I 1580 blev Fraugdegaard oprettet som hovedgård af Oluf Daa og Dorthe Friis. I den forbindelse skete der en udskiftning af jorden, og gården fik i den forbindelse sin nuværende placering, sydøstlig for landsbyen, med bybækken og engområderne som skel til byen.
Hovedbygningen er cirka fra 1588. Den er placeret på et dobbelt voldsted og er et godt eksempel på et dobbelthus i bindingsværk fra renæssancen. Dobbelthuset er i slægt med Egeskov Slot, samt det ældste Frederiksborg Slot.
Tømmeret, som indgår i bygningen, opviser nogle steder huller, nagler og andre konstruktionstiltag, der muligvis peger på, at dele af denne bygning er genanvendt fra en ældre bygning. 
I 1769 var hovedfacaden ikke længere tidssvarende, og en ny i rokokostil blev opført, men kun på den side, der vender mod indkørselsalleen. I dag ligger hovedbygningen alene på voldstedet, hvor den indtil 1882 var flankeret af lave bindingsværkfløje . På den anden holm i søen lå avlsbygningerne indtil en brand i 1889, hvorefter de fik deres nuværende placering nordvest for hovedbygningen.
Til gårdsanlægget hører en større park, der gradvist bliver til skov længere mod vest. Skoven har tidligere, i nogen udstrækning, indgået i parken. Der er i dag bevaret stisystemer, søer, stensætninger, begravelsesplads for godsejernes heste og hunde, samt forskellige prydtræer fra tidligere tiders parkkultur. Denne del omdannes dog gradvist til regulær skov og de tidligere strukturer udviskes.
Herregården blev fredet 1918.

## Ejere af Fraugdegaard
- (1397-1425) Niels Jacobsen
- (1425-1501) Forskellige Ejere
- (1501-1534) Johan Bjørnsen Bjørn
- (1534-1540) Slægten Bjørn
- (1540-1570) Johan Friis
- (1570-1571) Henrik Friis
- (1571-1575) Dorthe Henriksdatter Friis gift Daa
- (1575-1600) Oluf Daa
- (1600-1618) Dorthe Henriksdatter Friis gift Daa
- (1618-1641) Claus Olufsen Daa
- (1641-1671) Christian Clausen Daa / Dorthe Clausdatter Daa gift Krabbe
- (1671-1694) Christoffer Pedersen Balslev
- (1694-1697) Peder Christoffersen Balslev
- (1697-1703) Thomas Kingo
- (1703-1706) Birgitte Christoffersdatter Balslev gift (1) Kingo (2) Bircherod
- (1706-1730) Christian Carl Bircherod
- (1730-1744) Birgitte Christoffersdatter Balslev gift (1) Kingo (2) Bircherod
- (1744-1749) Kirsten Rams / Elisabethe Becker gift Bless
- (1749-1750) Christian Ulrik Bless
- (1750-1765) Thomas Widkier
- (1765-1779) Anna Rebekka Pflug gift (1) Widkier (2) von Gersdorff
- (1779-1783) Poul Rosenørn von Gersdorff
- (1783-1797) Frederik Christian Kaas
- (1797-1814) Albrecht Christopher von Heinen
- (1814-1822) Caspar Hermann von Heinen
- (1822-1850) Andreas Ali Michael Sehested
- (1850-1853) Hans Christian Pedersen
- (1853-1873) Verner Theodor Borchsenius
- (1873-1879) Slægten Borchsenius
- (1879-1906) Preben baron Bille-Brahe
- (1906-1918) Elisabeth Cederfeldt de Simonsen gift Bille-Brahe
- (1918-1952) Oluf baron Bille-Brahe
- (1952-1977) Jørgen Christian baron Bille-Brahe
- (1977-2018) Torben Oluf Christian Preben baron Bille-Brahe
- (2018-) Charlotte Bille-Hasselstrøm